# Stanisław Adam Żurowski
Stanisław Adam Jacek Żurowski (ur. 11 września 1888 w Ulicku-Seredkiewiczu, zm. 14 lutego 1967 w Bielsku-Bialej) – polski społecznik, dyplomowany agronom, inżynier rolnik.

## Życiorys

### Dzieciństwo i młodość
Urodził się 11 września 1888 r. w Ulicku-Seredkiewiczu jako drugie dziecko Stanisława (1840–1906) i Teresy z Konopków (1858–1952) z Mogilan. Ojciec nie odziedziczył po przodkach własnego majątku i zarządzał majątkami innych ziemian, m.in. Fredrów i Skarbków. Od 1888 r. rodzice mieszkali w dworze Fredrów w Podhajczykach 3 km od miasta Rudki.
Pierwszą naukę otrzymał w latach 1895–1896 w szkole powszechnej w Ulicku-Seredkiewiczu. W 1897 r. został oddany do szkoły OO. Zmartwychwstańców we Lwowie, a rok później do Gimnazjum oo. Jezuitów w Chyrowie. Nauka mu nie szła, więc rodzice przenieśli go w 1898 r. do Krakowa, gdzie po kilku powtórzonych klasach w 1908 r. zdał maturę w gimnazjum humanistycznym im. Sobieskiego. Służbę wojskową odbył w 91 pułku piechoty austriackiej w Pradze w latach 1908–1909. Został zwolniony po 11 miesiącach na wniosek posła Aleksandra Skarbka.

### Studia
Po służbie wojskowej w 1909 r. rozpoczął studia prawnicze we Lwowie, ale po roku przeniósł się na Studium Rolnicze UJ. Praktykował u swojego wuja Stanisława Konopki, który miał zarodową oborę i prowadził dochodowe wzorowe gospodarstwo w Mogilanach. W 1911 r. kontynuował studia rolnicze w Freising pod Monachium przez dwa lata. Czwarty rok zakończył w Lipsku. Napisał dwie prace dyplomowe, jedną z botaniki o korzeniach, drugą z mleczarstwa. Pod koniec lipca 1914 r. zdał egzamin końcowy z oceną bardzo dobrą i otrzymał tytuł agronoma.

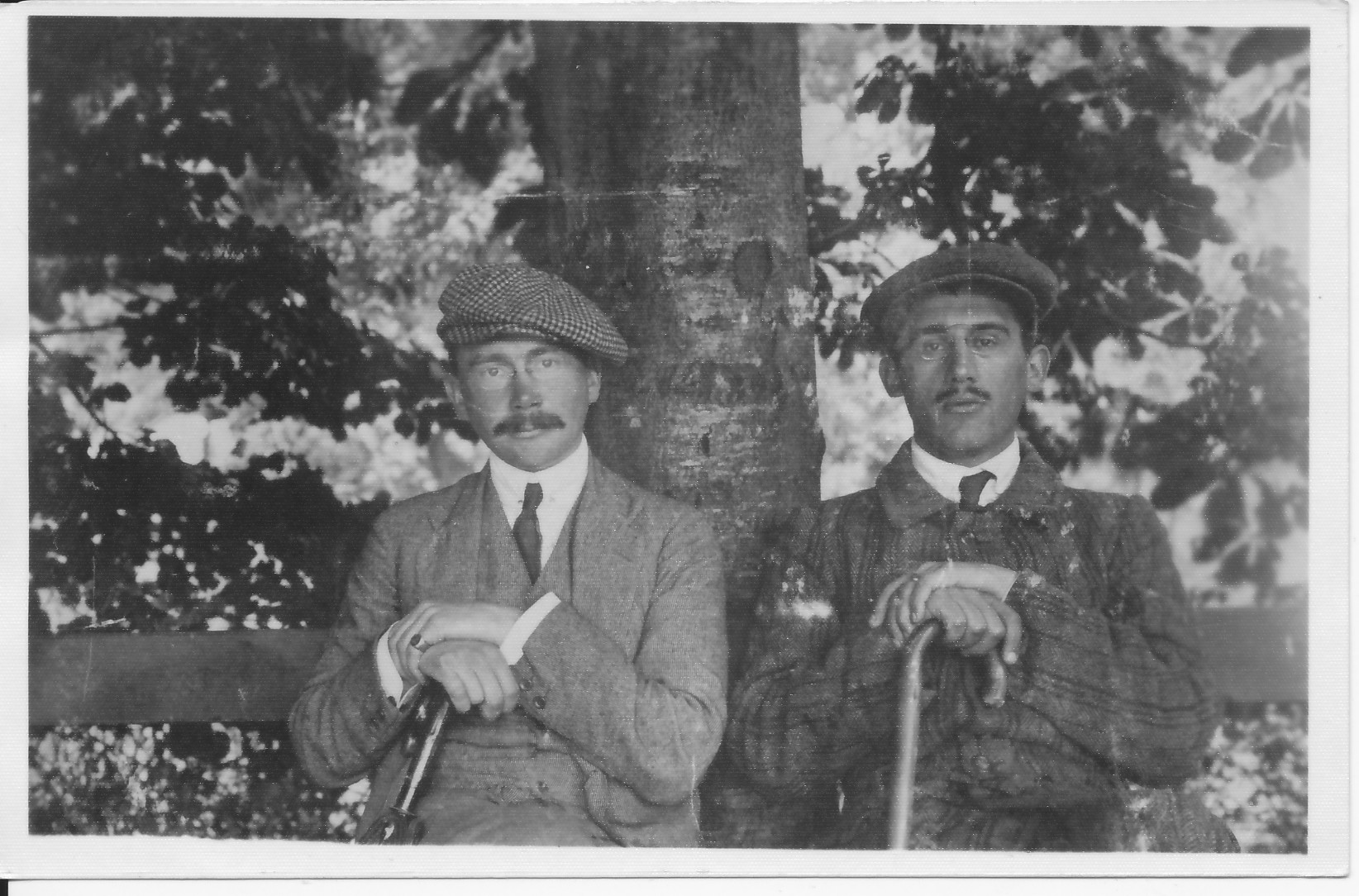
Kuzyni: Zygmunt Konopka i Adam Żurowski

### I wojna światowa
Po powrocie do Krakowa w 1914 r. został zmobilizowany i wysłany na front pod Lublin, gdzie uczestniczył przez 9 miesięcy w pierwszej linii walki. W kwietniu 1916 r. walczył pod Buczaczem, w miejscowości Pyszkowce. W czerwcu trafił z całym pułkiem do niewoli rosyjskiej. Kozacy zapędzili wszystkich jeńców aż za Kijów do obozu leśnego w Darnicy. Jeńców rozparcelowano po różnych folwarkach, których właścicielami byli też Polacy. Traktowali ludność lokalną okrutnie. Rewolucję przeżył w Rosji. Udało mu się uciec i pieszo dotarł do Polski w listopadzie 1919 r. W 1920 r. wstąpił do ochotniczej armii i został skierowany do artylerii górskiej w Nowym Targu. Wiosną 1921 r. został zdemobilizowany jako podporucznik.

### Praca zawodowa
Dzierżawił następujące majątki:
1921–1925: Kosówka, (folwark pana Ł.), Markowce, Powiat tłumacki, Województwo stanisławowskie
1925–1932: Lubień Wielki, (folwark barona Adolfa Brunickiego i jego córki Marii hr. Wodzickiej), powiat Gródek Jagielloński, Województwo lwowskie.
1932–1938: Czyżowice, (folwark Smiałowskich i Skibniewskich), powiat mościski, Województwo lwowskie.
1938–1939: Dmytrowice, (majątek hrabiny Konarskiej), Województwo podkarpackie.

### II wojna światowa i PRL
Do końca 1942 r. był kierownikiem sklepu firmy swojego brata Romana Leszczków Fabryka Samodziałów w Lublinie. Gdy Gestapo zaaresztowało jego brata wraz z rodziną, ukrywał się w Warszawie, następnie w połowie 1943 r. u znajomych w Dźwiniaczu k. Ustrzyków Dolnych, Sanoczku i w leśniczówce w Skrzynce k. Dąbrowy Tarnowskiej.
Po wojnie osiadł w Bielsku, gdzie poprowadził spółkę włókienniczą swojej bratowej, Studio Artystyczne „Samodział”. Po upaństwowieniu firmy w 1950 r. przyjął pracę magazyniera w firmie Techniczna Obsługa Rolnictwa, gdzie pracował do 1958 r. Od 1959 do 1965 r. pracował jako akwizytor dla firmy produkującej tablice emaliowane. Zmarł w Bielsku 14 lutego 1967 r. i został pochowany na Cmentarzu Parafii Katedralnej św. Mikołaja przy ul. Grunwaldzkiej (sektor 19-D-2) w grobie razem z matką.

## Rodzina
Miał dwóch braci, starszego Romana (1888–1943) i młodszego Józefa (1892–1936) oraz dwie siostry Agnieszkę Jadwigę (1890- zm. jako dziecko) i Felicję (1896–1977).
25 czerwca 1946 r. ożenił się z Janiną z domu Onyszkiewicz, po pierwszym mężu Rappe. Nie mieli dzieci.

## Działalność społeczna
- Sodalicja Mariańska w gimnazjum.

Kosówka, folwark, gmina Markowce, powiat tłumacki, województwo stanisławowskie:
- Działacz Związku Ziemian w Gródku Jagiellońskim, w Rudkach
- Członek Syndykatu Zbożowego
- Wiceprezes Związku Dzierżawców

Lubień Wielki, Powiat Gródek Jagielloński, Województwo lwowskie:
- Przewodniczący rady szkolnej w Lubieniu Wielkim
- Założyciel Kasy Stefczyka w Lubieniu Wielkim
- Prezes Okręgowego Towarzystwa Rolniczego (OTR) w Powiecie Gródek Jagielloński
- Założyciel Orkiestry Dętej w Lubieniu Wielkim.
- Członek zarządu Kasy Chorych w Gródku Jagiellońskim.
- Spisowy komisarz w czasie spisu ludności
- Przewodniczący komisji wyborczej lub Mąż Zaufania podczas wyborów w Lubieniu Wielkim
- Inicjator budowy kościoła w Lubieniu Wielkim

Czyżowice, Powiat mościski, Województwo lwowskie:
- Dwukrotnie przewodniczący komisji wyborczej przy wyborach do sejmu i rad gromadzkich w Czyżowicach
- Przewodniczący rady szkolnej w Czyżowicach, Powiat mościski, Województwo lwowskie
- Członek powiatowej rady szkolnej, Powiat mościski, Województwo lwowskie
- Członek wydziału Związku Strzeleckiego „Strzelec” w Mościskach
- Członek Zarządu Powiatowej Kasy Oszczędnościowej w Mościskach
- Wiceprezes i Prezes (1937 r.) Związku Ziemian w Mościskach
- Członek Lwowskiej Izby Rolniczej (1935 r.)
- Biegły przy powiatowym Urzędzie Skarbowym, Lwów
- Prezes Związku Młodej Wsi (1938 r.)
- Inicjator budowy kościoła w Czyżowicach, 1937 r.
- Rzeczoznawca Sądowy ds. rolniczych i zarządca przymusowy majątków Mikołowice i Dmytrowice.
- Budowniczy nowej szkoły w Czyżowicach, 1937 r.

Powyższe

## Ordery i odznaczenia
- Złoty Krzyż Zasługi (15 września 1937)[12]